# Kodaira
Ne pas confondre avec le mathématicien Kunihiko Kodaira
Kodaira (小平市, Kodaira-shi) est une ville de la métropole de Tokyo, au Japon.

## Géographie

### Situation
Kodaira est située sur le plateau de Musashino dans le centre de la métropole de Tokyo, à 26 km environ à l'ouest du centre-ville.

### Municipalités limitrophes
| Higashiyamato | Higashimurayama | Higashikurume |
| Higashiyamato | Kodaira         | Nishitōkyō    |
| Tachikawa     | Kokubunji       | Koganei       |

### Démographie
En février 2020, la population de Kodaira s'élevait à 194 841 habitants, répartis sur une superficie de 21,51 km2.

## Histoire
Le village de Kodaira a été créé le 1er avril 1889. Il obtient le statut de bourg en 1944, puis de ville le 1er octobre 1962.

## Économie
Le principal employeur de la ville est le manufacturier de pneumatiques Bridgestone.

## Culture locale et patrimoine
- Parc Koganei
- Musée d'architecture en plein air d'Edo-Tokyo

## Éducation
- Université d'art de Musashino
- Collège Tsuda

## Transports
Kodaira est desservie par les lignes Shinjuku, Tamako, Kokubunji et Haijima de la compagnie Seibu, ainsi que par la ligne Musashino de la JR East. Les principales gares sont celles de Hana-Koganei, Kodaira et Ogawa.

## Jumelage
Kodaira est jumelée avec Obira à Hokkaidō.

## Symboles municipaux
Les symboles de Kodaira sont le zelkova, l'azalée et le pic kisuki du Japon.